# موزه خانه سیادی

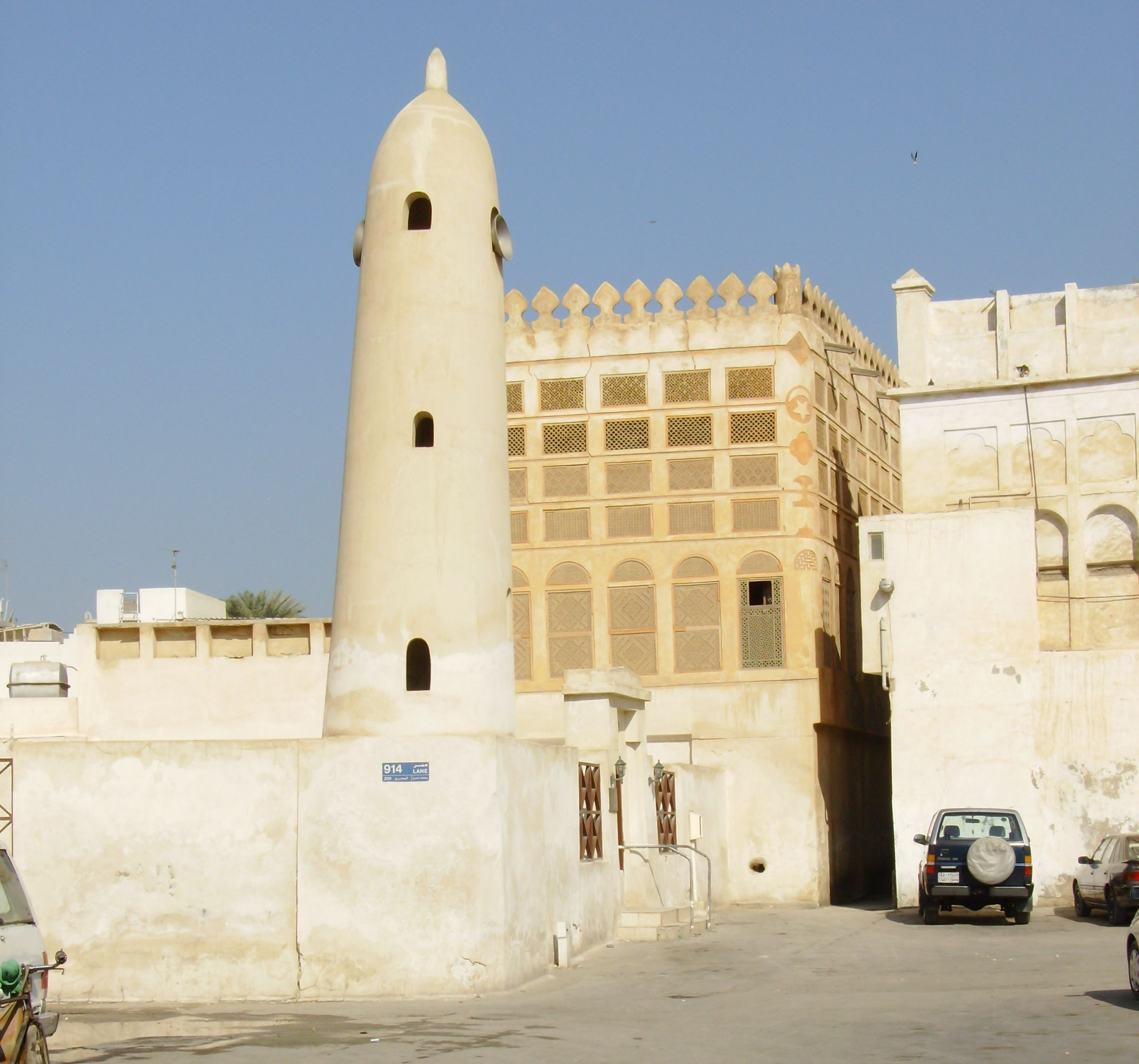
موزه خانه سیادی

موزه خانه سیادی (عربی: متحف بيت سيادي) یک بنای تاریخی در شهر المحرق، در پادشاهی بحرین است. این بنا بخشی از مجموعه ای از ساختمان‌هایی است که توسط یک تاجر مروارید به‌عبدالله بن عیسی سیادی ساخته شده‌است که شامل یک مسجد و یک محل پذیرایی است. در حالی که یک خانه مستقل نیز در پشت آن به سفارش احمد بن جاسم سیادی ساخته شده‌است. خانه سیادی بخشی از جاده مروارید در بحرین و دومین موقعیتی است که توسط سازمان میراث جهانی یونسکو به رسمیت شناخته شده‌است.

## تاریخچه
خانواده سیادی در اوایل قرن ۱۹ به بحرین وارد شده و در نزدیکی خانه‌های حاکمان در فرج شیخ عبدالله مستقر شدند. ثروت خانواده ناشی از مشارکت آنها در تجارت مروارید است که در قرن نوزدهم در المحرق رشد یافت.

## معماری ساختمان
قدیمی‌ترین بخش از مجموعه ساختمان شامل یک مسجد مستقل است که توسط عیسی جاسم بن یوسف در المحرق در سال ۱۸۶۵ اهداء شده‌است. ساخت قسمت اصلی ساختمان بعداً انجام شده‌است که به سال ۱۹۱۰ بر می‌گردد. مسجد مستقل قدیمی‌ترین مسجد در المحرق است که هنوز هم در آن نماز روزانه برگزار می‌شود.
ساختمان در دو مرحله بنا شده‌است. مرحله اول توسط جاسم بن یوسف سیادی در سال ۱۸۵۰ آغاز شد که طبقه همکف را شامل می‌شود، در حالی که چند اتاق طبقه بالا در مرحله دوم در سال ۱۹۲۱ بنا شده‌است. بخش عمده ای از این مجموعه هنوز هم به‌عنوان محل اقامت خصوصی مورد استفاده قرار می‌گیرد، و عبدالله بن حسن سیادی نوه عبدالله بن عیسی مستقل در آن ساکن می‌باشد. این خانه درحال حاضر برای عموم باز نبوده و قابل بازدید نیست. آخرین بار که مساحت آن گسترش پیدا کرد در سال ۱۹۳۱ بود که برابر ۴۵۰ متر مربع گردید.